# Andrena hedikae
Andrena hedikae är en biart som beskrevs av Jaeger 1934. Andrena hedikae ingår i släktet sandbin, och familjen grävbin. Inga underarter finns listade i Catalogue of Life.